# Il dono di Natale
Il dono di Natale è una commedia in un atto unico di Eduardo De Filippo scritta nel 1932. È basata sulla novella The gift of the Magi di O. Henry.
Venne inscenata la prima volta al Teatro Sannazzaro di Napoli il 4 febbraio 1934 dalla compagnia teatrale "Teatro umoristico i De Filippo" e non è mai stata pubblicata.

## Trama
Attilio ed Emilia sono due neo sposini che si amano alla follia nonostante l'estrema povertà nella quale versano. Alla loro relazione fa da contraltare quella di Domenico e Sofia, proprietari della loro casa, che vivono litigando continuamente. Come terzo personaggio estraneo all'opera originale, oltre ai due anziani coniugi, vi è il barone Cerenza che fa il filo alla giovane Emilia, ma viene da lei respinto bruscamente in una serie di comiche situazioni capitanate da Domenico.
Arriva Natale e i due giovani non hanno di che comperare regali l'un per l'altra. Emilia decide di tagliarsi i capelli per comprare ad Attilio una catena per la sua cipolla mentre il marito vende proprio l'orologio per comprarle un set di pettinini, che si riveleranno ormai inutili.